# Károly Kampmann

Károly Kampmann

Károly Kampmann (* 13. Februar 1902 in Budapest; † 4. Mai 1945 in Berlin) war ein deutscher Journalist, Staatsbeamter und Politiker (NSDAP).

## Leben und Wirken
Karoly Kampmann wurde 1902 als Sohn deutscher Eltern in Budapest geboren. In seiner Kindheit und Jugend besuchte er Schulen in Dresden, Leipzig und Berlin. Das Abitur legte er 1921 ab. Anschließend studierte er Rechtswissenschaften an den Universitäten Berlin und Leipzig. 1922 wurde er Mitglied des Corps Guestphalia Berlin. In den Kösener Corpslisten 1960 ist er nicht aufgeführt. Danach war er im Exportgeschäft seines Vaters als Kaufmann tätig.
Kampmann trat zum 1. April 1930 der NSDAP bei (Mitgliedsnummer 226.599). Im August 1930 übernahm Kampmann sein erstes Parteiamt in der NSDAP, als er Aufgaben als Zellenobmann der Sektion Gneisenau übernahm. Nachdem er sich in dieser Stellung bewährt hatte, wurde ihm von April bis Dezember 1931 das Amt des Sektionsführers der Sektion Gneisenau im Gau Groß-Berlin anvertraut.
Von August 1931 bis zum 13. März 1933 fungierte Kampmann schließlich als Gaupropagandaleiter des Gaues Groß-Berlin. Er stand dabei in engem Kontakt mit dem Berliner Gauleiter Joseph Goebbels und wurde von ihm am 1. Januar 1933 zum Hauptschriftleiter der von Goebbels begründeten und herausgegebenen NS-Zeitung Der Angriff ernannt, nachdem sich Goebbels vom früheren Herausgeber Julius Lippert im Streit getrennt hatte. Nach 15 Monaten an dieser Stelle wurde Kampmann, der laut Goebbels „seine Sache“ als Chef des Angriffs „gut“ gemacht habe, am 1. April 1934 zum Hauptschriftleiter des Deutschen Schnelldienst beim Deutschen Nachrichtenbüro ernannt. Als Hauptschriftleiter des Angriffs folgte ihm Hans Schwarz van Berk nach. Zudem war er ab Juni 1934 Presseleiter beim Reichsarbeitsdienst (RAD).
Von 1932 bis zur Auflösung dieser Körperschaft im Herbst 1933 war Kampmann Mitglied des Preußischen Landtages. Danach saß er von November 1933 bis zum Ende der NS-Herrschaft als Abgeordneter für den Wahlkreis 3 (Berlin Ost) im nationalsozialistischen Reichstag.
Hinzu kam eine Reihe von Ehrenämtern: So war Kampmann Leiter des Landesverbandes Berlin im Reichsverband der Deutschen Presse (RDP). Er war Mitglied des Kleinen Führerrats und Mitglied des Reichsausschusses im RDP. Ferner war er Mitglied des Verwaltungsrates und Vorsitzender der Schulungsleitung der Reichspresseschule des RDP sowie Vizepräsident des Deutschen Presse-Clubs. Des Weiteren war er Chef des Presse- und Propagandaamtes der Reichsleitung des Reichsarbeitsdienstes sowie Ehren-Gauarbeitsführer, Beisitzer der Filmoberprüfstelle und ständiges Mitglied der Reichsarbeitskammer.
Kampmann wurde 1943 Generalarbeitsführer und leitete das Presse- und Propagandaamt des Reichsarbeitsführers in Berlin.

## Schriften
- Die Volksfront. Mit dem Volke – Für das Volk!, 1932. (Wahlflugschrift)
- …schaffen für Deutschland. Ein Bildbuch vom Reichsarbeitsdienst, 1944.